# Taenia asiatica
Taenia asiatica (Eom a Rim 1993) je druh tasemnice parazitující ve střevě člověka a jehož mezihostitelem je především prase. Vyskytuje se pouze v jihovýchodní Asii. Jedná se o jednu ze tří tasemnic rodu Taenia, u kterých člověk figuruje jako definitivní hostitel. Druh byl objeven na Tchaj-wanu a doposud byl hlášen z Korey, Tchaj-wanu, Číny, Indonésie a Vietnamu. Jedná se o blízce příbuzný druh tasemnice bezbranné (T. saginata).

## Vývojový cyklus
Cyklus je obdobný jako u Taenia saginata, pouze s odlišnou lokalizací cysticerků v mezihostiteli a jiným spektrem mezihostitelů. Definitivní hostitelem je člověk. Z dospělé tasemnice se ve střevě člověka uvolňují proglotidy s vajíčky, která odcházejí konečníkem samovolně nebo s výkaly do vnějšího prostředí. Mezihostitel se nakazí pozřením vajíček (kontaminovaná voda, krmivo). Mezihostitelem je nejčastěji prase domácí, řidčeji skot, koza a prase divoké. Cysticerky se lokalizují zejména v orgánech - játra, plíce. Typickým zdrojem infekce pro člověka je konzumace tepelně neupravených vepřových jater s cysticerky.